# 한태일
한태일(韓兌一, 1941년 12월 4일 (음력 10월 16일) ~ )은 대한민국의 배우이다. 1965년 영화 《쥐구멍에도 볕들날 있다》로 데뷔하였다. 데뷔 초기에 태일(太一)이라는 예명을 사용하였다.

## 학력
- 서라벌예술초급대학 연극영화학과

## 출연작

### 영화
- 1965년 《쥐구멍에도 볕들날 있다》
- 1968년 《유성의 검》
- 1968년 《지상 최고의 여정》
- 1968년 《몽땅 드릴까요》
- 1968년 《울고 넘는 박달재》
- 1968년 《지옥의 십자로》
- 1968년 《대좌의 아들》
- 1968년 《악마의 초대》
- 1969년 《노래하는 박람회》
- 1969년 《봄봄》
- 1969년 《지하실인 7인》
- 1970년 《미쓰 촌닭》
- 1970년 《쌍검》
- 1970년 《그 여자에게 옷을 입혀라》
- 1970년 《원한의 팔도 사나이》
- 1970년 《삼십육계 줄행랑》
- 1970년 《별난 새댁》
- 1970년 《당나귀 무법자》
- 1970년 《꼬마신랑》
- 1970년 《명동 노신사》
- 1971년 《맹인 대협객》
- 1971년 《다섯개의 단검》
- 1971년 《아름다운 팔도강산》
- 1971년 《명동에 흐르는 세월》
- 1971년 《여인도》
- 1971년 《금문의 결투》
- 1971년 《괴짜신부》
- 1971년 《항구와 왼손잽이》
- 1971년 《공포의 황금부두》
- 1971년 《열아홉 순정》
- 1971년 《날벼락》
- 1972년 《미움이 변하여》
- 1972년 《정과 정 사이에》
- 1972년 《모정》
- 1973년 《야간비행》
- 1973년 《난파선》
- 1973년 《태백산의 결투》
- 1973년 《방년 18세》
- 1973년 《몸 전체로 사랑을》
- 1973년 《홍의장군》
- 1974년 《수절》
- 1974년 《용호대련》
- 1974년 《죽엄의 다리》
- 1974년 《돌아온 외다리》
- 1974년 《망나니》
- 1974년 《속 돌아온 외다리》
- 1974년 《유관순》
- 1974년 《분노의 왼발》
- 1974년 《행운》
- 1975년 《초연》
- 1975년 《청춘극장》
- 1975년 《빛은 어디에》
- 1975년 《밀행》
- 1975년 《눈물젖은 샌드백》
- 1976년 《단 둘이서》
- 1976년 《속 비밀객》
- 1976년 《정말 꿈이 있다구》
- 1976년 《내일없는 추적》
- 1976년 《판문점 도끼 살인》
- 1976년 《바다의 사자들》
- 1976년 《설중매》
- 1977년 《만원》
- 1977년 《일격필살》
- 1977년 《처녀의 성》
- 1977년 《아무도 모를꺼야》
- 1977년 《무명객》
- 1977년 《표적》
- 1976년 《왕십리》
- 1976년 《진짜 진짜 잊지마》
- 1976년 《7인의 말괄량이》
- 1976년 《쾌걸 일지매》
- 1976년 《학창시절》
- 1976년 《성춘향전》
- 1978년 《십이대천왕》
- 1978년 《나는 77번 아가씨》
- 1978년 《달마신공》
- 1978년 《판문점 미류나무 작전》
- 1979년 《경찰관》
- 1979년 《맨발의 청춘》
- 1979년 《물도리 둥》
- 1979년 《지옥의 49일》
- 1979년 《순자야》
- 1979년 《아니 벌써》
- 1979년 《사랑이 깊어질 때》
- 1979년 《수병과 제독》
- 1979년 《뒤돌아 보지마라》
- 1980년 《피막》
- 1980년 《팔불출》
- 1980년 《우산속의 세 여자》 - 운전사 역
- 1980년 《최후의 증인》
- 1981년 《귀화산장》
- 1981년 《연분홍 치마》
- 1981년 《아가씨 참으세요》
- 1981년 《내 모든 것을 빼앗겨도》
- 1982년 《저녁에 우는 새》
- 1982년 《삼국여한》
- 1982년 《삐에로와 국화》
- 1982년 《안개 마을》
- 1982년 《버려진 청춘》
- 1983년 《광동살무사》
- 1983년 《질투》
- 1983년 《불새의 늪》
- 1983년 《여인잔혹사 물레야 물레야》
- 1983년 《원한의 공동묘지》
- 1983년 《장미부인》
- 1983년 《장미와 도박사》
- 1983년 《얼굴이 아니고 마음입니다》
- 1983년 《심지마》
- 1983년 《이상한 관계》
- 1984년 《훔친 사과는 맛이 있다》
- 1984년 《나도 몰래 어느새》
- 1984년 《사랑하는 사람아 3》
- 1984년 《수렁에서 건진 내 딸》
- 1984년 《초대받은 성웅들》
- 1985년 《그대 있어야 할 자리에》
- 1985년 《돌아이》
- 1986년 《여왕벌》
- 1985년 《야망과 도전》
- 1985년 《이방인》
- 1985년 《불의 회상》
- 1985년 《장남》
- 1985년 《뽕》 - 칠성 역
- 1986년 《방황하는 별들》 - 방범 2 역
- 1986년 《돌아이 2》
- 1987년 《고속도로》
- 1987년 《호걸춘풍》
- 1987년 《달래내 보슬이》
- 1987년 《미미와 철수의 청춘 스케치》 - 기사 역
- 1987년 《성 리수일뎐》
- 1986년 《가을을 남기고 간 사랑》
- 1986년 《금달래》
- 1986년 《물레방아》
- 1986년 《내시》
- 1988년 《맷돌》
- 1988년 《성공시대- 오 과장 역
- 1988년 《업》
- 1988년 《뽕 2》
- 1989년 《들병이》
- 1989년 《불화살》
- 1990년 《마야고》 - 박 노인 역
- 1990년 《나는 날마다 일어선다》
- 1990년 《이조 여인숙명사 청상계》 - 고만의 아버지 역
- 1990년 《청송으로 가는 길》 - 배식반장 역
- 1990년 《꿈》 - 주지 스님 역
- 1991년 《흑설》 - 준치 역
- 1991년 《장미여관》 - 거리 사람 역
- 1991년 《15년 3시간 전》
- 1991년 《산딸기 4》
- 1991년 《미아리 텍사스》
- 1992년 《붉은 신호에 걷는 여자》
- 1992년 《변금련 2》 - 오동팔 역
- 1992년 《뽕 3》
- 1992년 《아래층 여자와 윗층 남자》 - 운전수 역
- 1993년 《그대품에 아카시아 향기》 - 김 반장 역
- 1993년 《그 여자, 그 남자》 - 중년 역
- 1993년 《가슴 달린 남자》 - 대성 사장 역
- 1993년 《투캅스》 - 가라오케 사장 역
- 1994년 《화려한 변신》
- 1994년 《대통령의 딸》 - 최씨 역
- 1995년 《서울 미란다》
- 1995년 《돈을 갖고 튀어라》 - 지배인 역
- 1996년 《투캅스 2》 - 사장 역
- 1996년 《정글 스토리》 - 도현 부 역
- 1996년 《악어》 - 형사반장 역
- 1997년 《애니깽》 - 천가 역
- 1998년 《투캅스 3》 - 한 사장 역
- 2004년 《창호는 누구에게 물어보냐?》 - 백흥수 역
- 2006년 《각설탕》 - 이 마주 역
- 2007년 《이장과 군수》 - 다른 이장 역
- 2007년 《저 하늘에도 슬픔이》 - 지하철 신사 역
- 2000년 《진실게임》 - 별장지기 역
- 2003년 《아리랑》 - 천가 역
- 2003년 《써클》 - 하세가와 문화국장 역
- 2003년 《여섯개의 시선》 - 대머리 역
- 2003년 《란의 연가》 - 외삼촌 역
- 2010년 《마마 앤드 파파》 - 교장 역
- 2010년 《분홍 돌고래》 - 대곤 역
- 2014년 《왓니껴》 - 노부부 역
- 2017년 《가을 우체국》 - 문중어른 1 역
- 2017년 《푸른노을》 - 조항만 역
- 2018년 《참외향기》 - 은덕 할아버지 역
- 2018년 《미친도시》 - 문 회장 역
- 2019년 《자전차왕 엄복동》 - 민족지사 1 역
- 2019년 《신의 한 수: 귀수편》 - 국밥노인 역
- 2020년 《새출발》 - 기 아저씨 역
- 2020년 《선샤인 패밀리》 - 영호 역
- 2022년 《오마주》 - 노배우 역
- 2022년 《감동주의보》 - 양로원 판곤 역
- 2024년 《소풍》 - 영배 역

### TV 드라마
- 1979년 MBC 《엄마, 아빠 좋아》
- 1981년 MBC 《제1공화국》 ... 허가이 역
- 1983년 MBC 《3840 유격대》
- 1984년 MBC 《설중매》
- 1985년 MBC 《조선왕조 오백년 - 임진왜란》 ... 기다 마고베 역
- 1986년 KBS2 《임이여, 임일레라》
- 1988년 MBC 《내일 잊으리》
- 1989년 MBC 《독도 수비대》
- 1989년 MBC 《제 2공화국》 8화 마산 경찰서 사찰 주임 노장연 경위 /19화  11사단 대대 주임 상사 역
- 1989년 MBC 《천사의 선택》 도계 광업소 노동조합 위원 역
- 1991년 KBS1 《옛날의 금잔디》
- 1992년 MBC 《아들과 딸》
- 1992년 MBC 《일출봉》
- 1993년 MBC 《사랑의 방식》
- 1993년 MBC 《제3공화국》
- 1994년 KBS2 《한쪽 눈을 감아요》
- 1995년 MBC 《호텔》
- 1995년 SBS 《장희빈》
- 1995년 MBC 《제4공화국》 ... 차규헌 역
- 1995년 SBS 《코리아게이트》
- 1995년 KBS1 《찬란한 여명》
- 1996년 KBS1 《용의 눈물》
- 1997년 SBS 《여자》
- 1997년 MBC 《남자 셋 여자 셋》
- 1998년 SBS 《삼김시대》
- 1998년 SBS 《옛사랑의 그림자》
- 1998년 KBS1 《왕과 비》
- 1998년 MBC 《육남매》
- 1998년 MBC 《여자 대 여자》
- 1999년 KBS2 《어사 출두》
- 1999년 KBS2 《사랑하세요?》
- 2000년 KBS2 《꼭지》
- 2000년 KBS1 《태조 왕건》 ... 조부령 역
- 2000년 MBC 《시트콤 세 친구》
- 2001년 MBC 《상도》
- 2002년 KBS2 《태양인 이제마》
- 2002년 SBS 《야인시대》 ... 최린 역
- 2003년 KBS1 《무인시대》
- 2004년 SBS 《2004 인간시장》
- 2004년 KBS2 《불멸의 이순신》 ... 장노인 역
- 2004년 SBS 《토지》
- 2005년 OCN 《코마》
- 2005년 KBS2 《슬픔이여 안녕》
- 2005년 MBC 《제5공화국》 ... 김 회장 역
- 2006년 KBS2 《봄의 왈츠》 ... 닭장 운반하는 할아버지 역
- 2006년 SBS 《불량가족》
- 2006년 MBC 《진짜 진짜 좋아해》
- 2006년 SBS 《연개소문》
- 2006년 MBC 《거침없이 하이킥!》 ... 순재의 조상 역
- 2007년 KBS2 《달자의 봄》
- 2007년 SBS 《쩐의 전쟁》
- 2007년 KBS1 《대조영》 ... 추정국 역
- 2008년 KBS1 《산너머 남촌에는》
- 2008년 MBC 《우리들의 해피엔딩》
- 2009년 KBS2 《솔약국집 아들들》 ... 바둑을 두는 남자 역
- 2009년 KBS2 《천추태후》
- 2010년 SBS 《검사 프린세스》
- 2010년 SBS《자이언트》
- 2010년 KBS1 《자유인 이회영》
- 2011년 KBS2 《특별수사대 MSS》
- 2011년 KBS1 《웃어라 동해야》
- 2011년 KBS1 《근초고왕》
- 2011년 KBS1 《광개토태왕》 ... 노인 역
- 2011년 SBS 《뿌리깊은 나무》
- 2012년 KBS2 《해운대 연인들》 ... 손용대 역
- 2013년 KBS1 《대왕의 꿈》 ... 이세적 역
- 2015년 KBS1 《징비록》 ... 부산진성 늙은 병사 역
- 2015년 KBS2 《어셈블리》
- 2015년 KBS2 《장사의 신 - 객주 2015》
- 2015년 JTBC 《송곳》
- 2015년 tvN 《응답하라 1988》 ... 대천해수욕장 바닷가 어느 식당에서 최택에게 바둑을 배우는 노인 역
- 2015년 웹드라마 《도대체 무슨 일이야》 ... 남이할아버지 역
- 2016년 SBS 《대박》 ... 정체 불명의 노인 역
- 2016년 KBS2 《백희가 돌아왔다》
- 2016년 tvN 《굿 와이프》 ... 이효진의 친척어른 역
- 2016년 JTBC 《청춘시대》 ... 강이나 단골집 손님 역
- 2016년 KBS2 《KBS 드라마 스페셜 - 국시집 여자》
- 2016년 MBC 《다시 시작해》
- 2017년 MBC 《미씽나인》
- 2017년 MBC 《도둑놈, 도둑님》
- 2017년 tvN 《하백의 신부 2017》
- 2017년 OCN 《구해줘》
- 2017년 MBC 《20세기 소년소녀》 ... 엘리베이터 안 할아버지 역
- 2018년 TV조선 《너의 등짝에 스매싱》
- 2018년 TV조선 《대군 - 사랑을 그리다》
- 2018년 KBS2 《인형의 집》
- 2018년 SBS 《키스 먼저 할까요》 ... 김막동 역
- 2018년 MBC 《부잣집 아들》
- 2018년 tvN 《나인룸》
- 2018년 웹드라마 《소울 드라이버》 ... 이 회장 역
- 2019년 MBN & 드라맥스 《최고의 치킨》
- 2019년 MBC 《더 뱅커》
- 2019년 MBC 《아이템》
- 2020년 MBC 《꼰대인턴》
- 2020년 KBS2 《비밀의 남자》 ... 황진성 역
- 2022년 TV조선 《빨간풍선》

### 방송 프로그램
- 2013년 KBS1 《긴급출동 24시》 ... 각종 단역
- 2014년 MBN 《기막힌 이야기 실제상황》 ... 각종 단역
- 2014년 TV조선《이것은 실화다》 ... 각종 단역
- 2016년 채널A 《천 개의 비밀 어메이징 스토리》 ... 각종 단역
- 2016년 채널A 《천일야史》 ... 각종 단역 (비고정)
- 2025년 MBN 《특종세상》 ... 2025.2.27